# Oliarus abyssinica
Oliarus abyssinica är en insektsart som beskrevs av Van Stalle 1987. Oliarus abyssinica ingår i släktet Oliarus och familjen kilstritar. Inga underarter finns listade i Catalogue of Life.